# Tomáš Pilař
Tomáš Pilař (5. srpna 1976 Ústí nad Labem) je český fotbalový záložník, který ukončil vrcholovou kariéru v roce 2013 v klubu FK Baník Most.
S fotbalem začínal v Ústí nad Labem, ale už od osmi let působil v Liberci, ale nejvýš to dotáhl do třetiligové rezervy. V zimě 2002 proto odchází do Mostu, kde se stává hlavní oporou záložní řady. V zimě 2007 odešel na hostování do druholigových Blšan, poté co se nepohodl s trenérem Ščasným. V létě se vrátil zpět do Mostu.
V roce 2008 přestoupil do Sokolova, v roce 2011 do Blšan a nakonec roku 2012 opět do Mostu, kde se 5. června 2013 rozloučil s vrcholovou kariérou. Od srpna 2015 nastupuje za Nejdek (Krajský přebor).